# Aegiochus dentata
Aegiochus dentata là một loài chân đều trong họ Aegidae. Loài này được Schioedte & Meinert miêu tả khoa học năm 1879.